# Serjania chaetocarpa
Serjania chaetocarpa är en kinesträdsväxtart som beskrevs av Ludwig Radlkofer. Serjania chaetocarpa ingår i släktet Serjania och familjen kinesträdsväxter. Inga underarter finns listade i Catalogue of Life.